# Bolkar
Les monts Bolkar (en turc Bolkar Dağları), ou simplement le Bolkar, est un sous-massif du Taurus, situé au centre de la Turquie. La ville importante la plus proche est Ereğli, au nord-est.
Bolkar signifie en turc « abondance de neige » ou « neige poudreuse ».

## Sommets
Sommets :
- Büyük Aydos (Grand Aydos) (3 510 m)
- Küçük Aydos (Petit Aydos) (3 480 m)

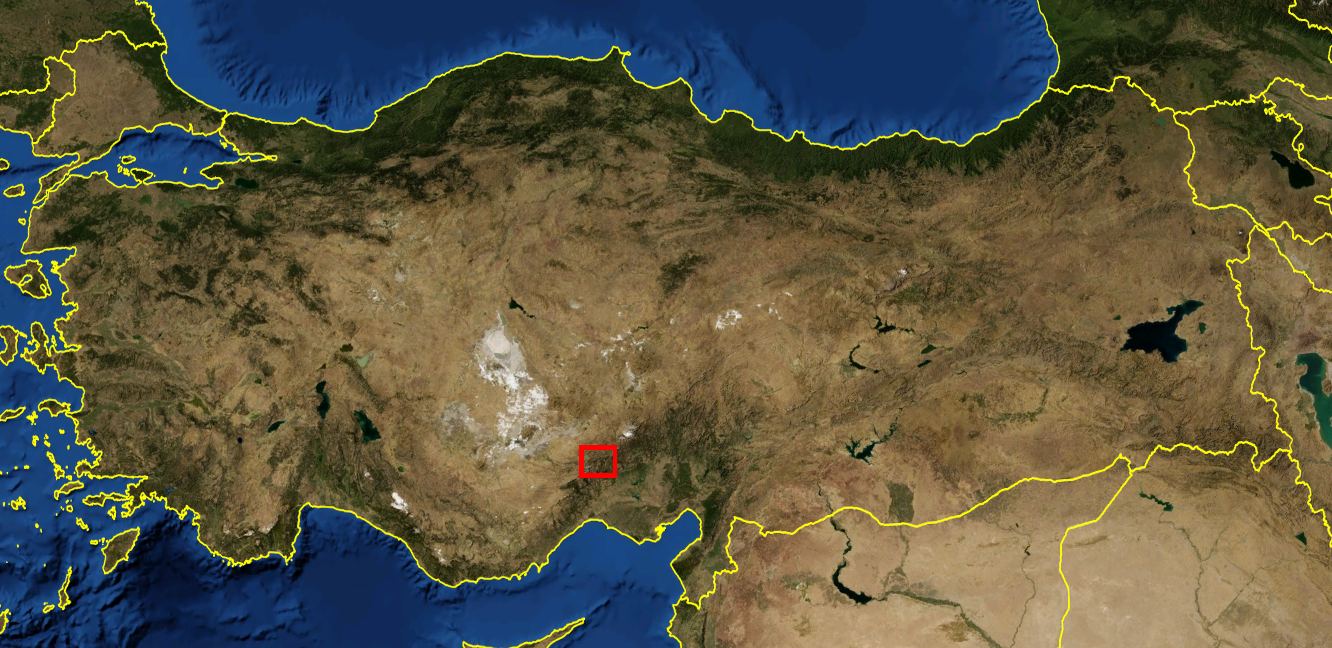
Localisation du Bolkar en Turquie.

- Ederkaya (3 347 m)
- Kesifdağı (3 475 m)
- Koyun asağı (3 426 m)
- Medetsiz (3 524 m)
- Tahtakaya (3 372 m)